# 库雷萨雷
库雷萨雷，或称阿伦斯堡（德語：Arensburg），爱沙尼亚萨雷县萨雷马市镇内的非独立市及其行政中心，也是萨雷县的首府，位于萨雷马岛南部里加湾畔。

## 历史

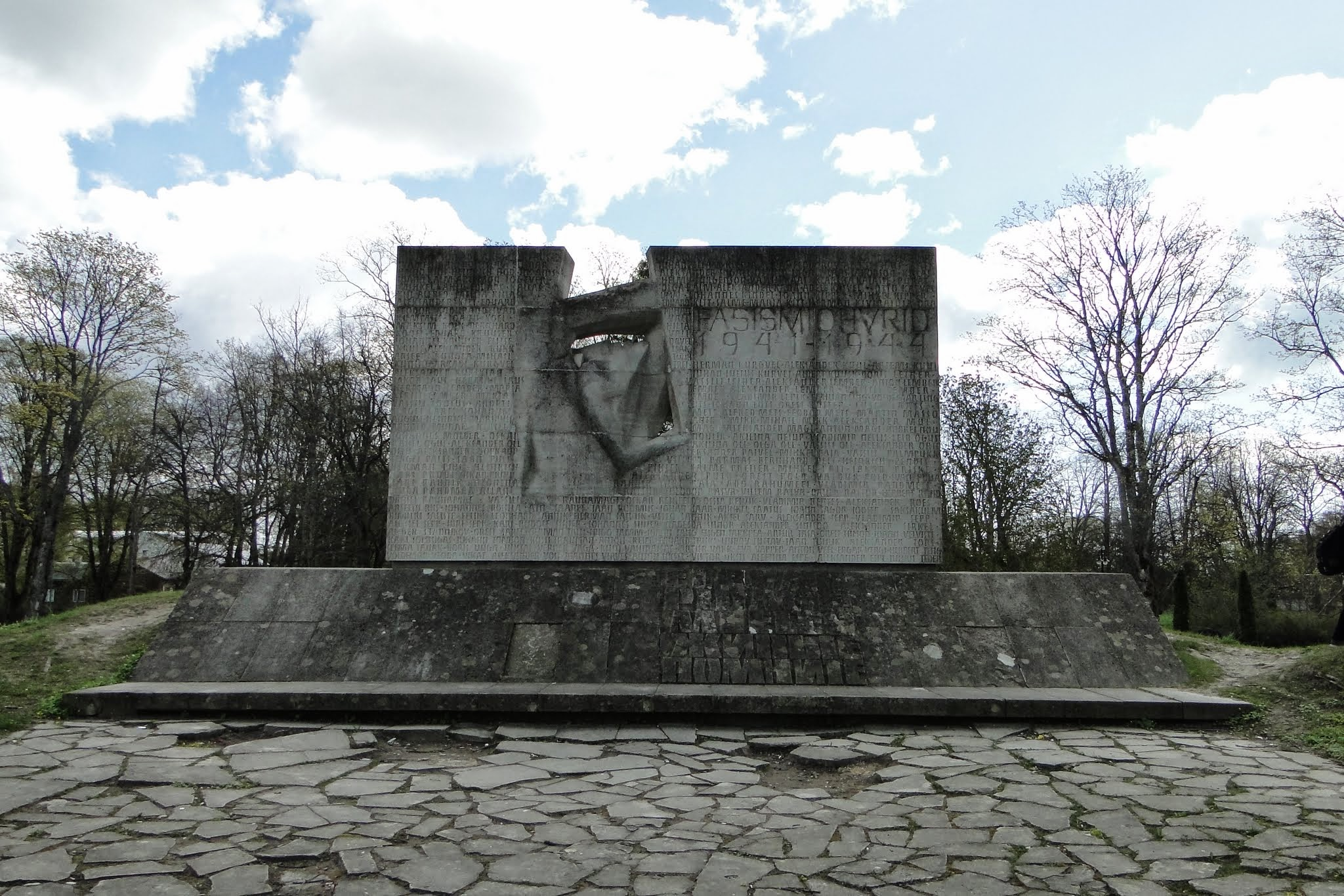
库雷萨雷的苏联士兵纪念碑

1227年，利沃尼亚宝剑骑士团征服了欧塞尔岛。1381年和1422年的拉丁文档案将其称为阿伦斯堡、库雷萨雷林。以阿伦斯堡城堡为基准发展出的市镇于1228年成为了欧塞尔-维克主教领的首府、玛利亚地的一部分。1710年，大北方战争期间，阿伦斯堡遭俄军焚毁，同时还爆发了严重的瘟疫疫情。
1952年至1988年，该地以革命家维克托·金吉谢普的名字命名为金吉谢普。

## 友好城市
- 芬兰埃克奈斯
- 丹麦伦讷
- 芬兰玛丽港
- 瑞典舍夫德
- 芬兰瓦马拉
- 芬兰图尔库
- 拉脱维亚塔尔西
- 比利时屈尔讷

## 图库

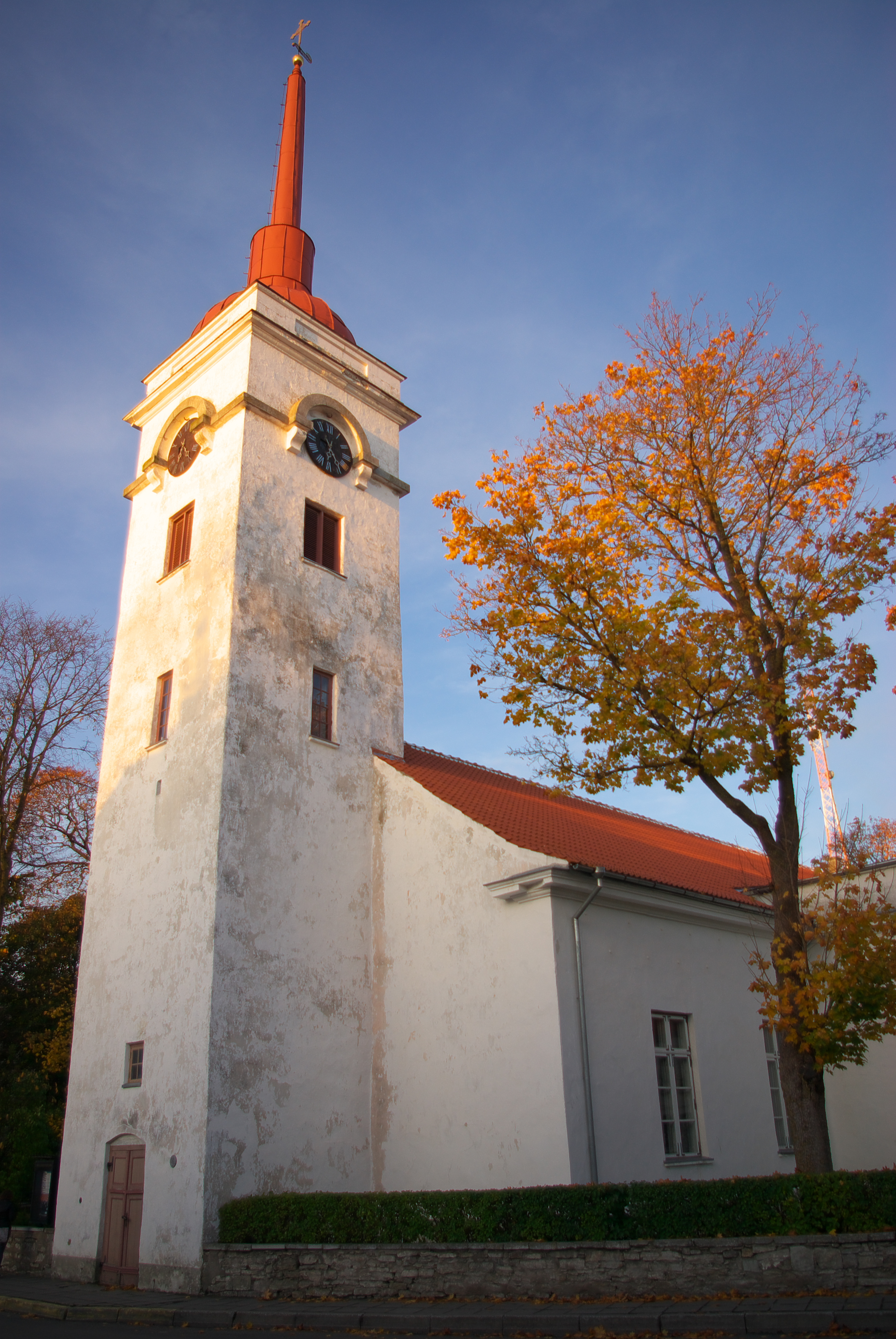
库雷萨雷圣劳伦斯教堂
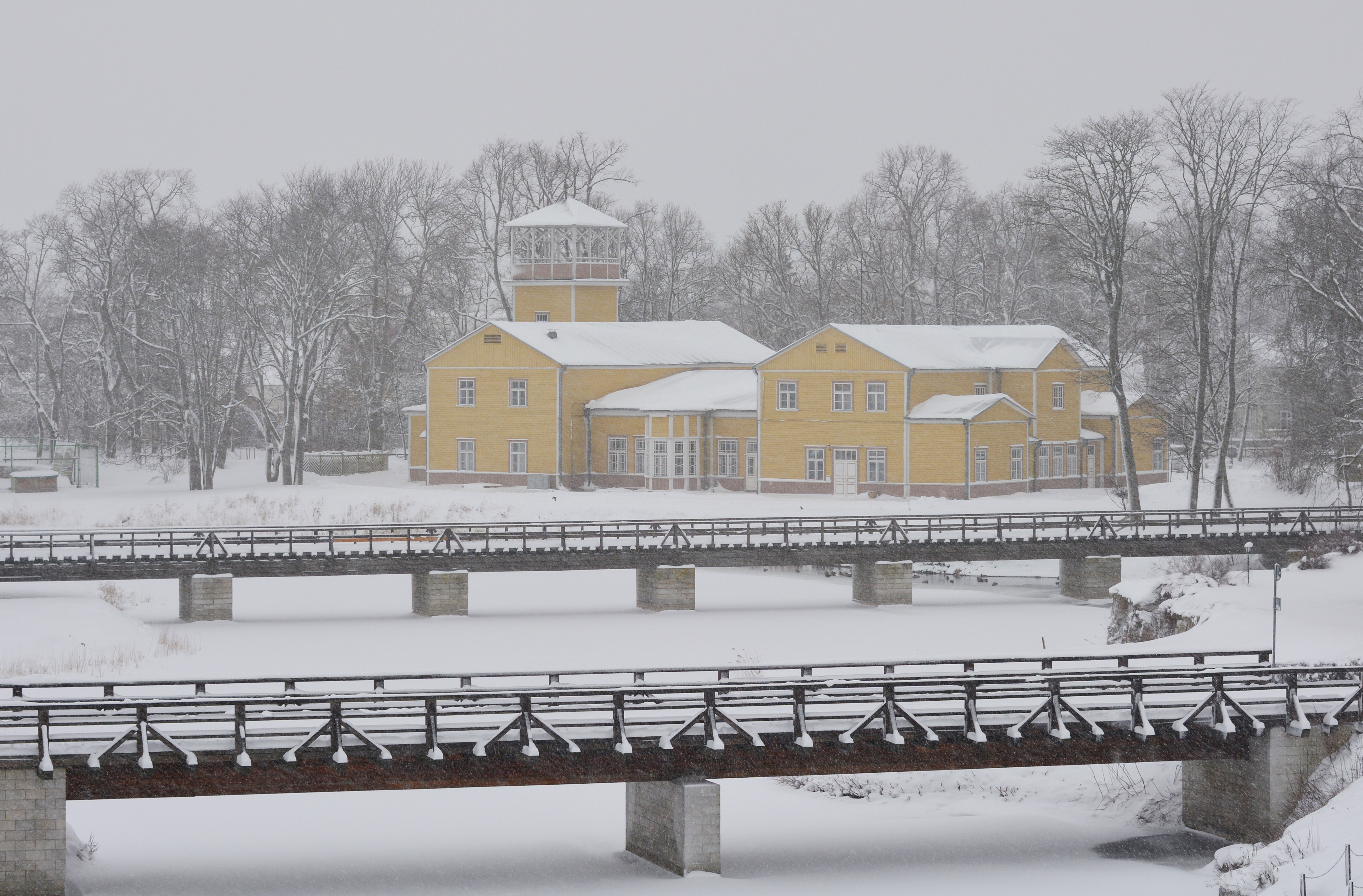
库尔萨
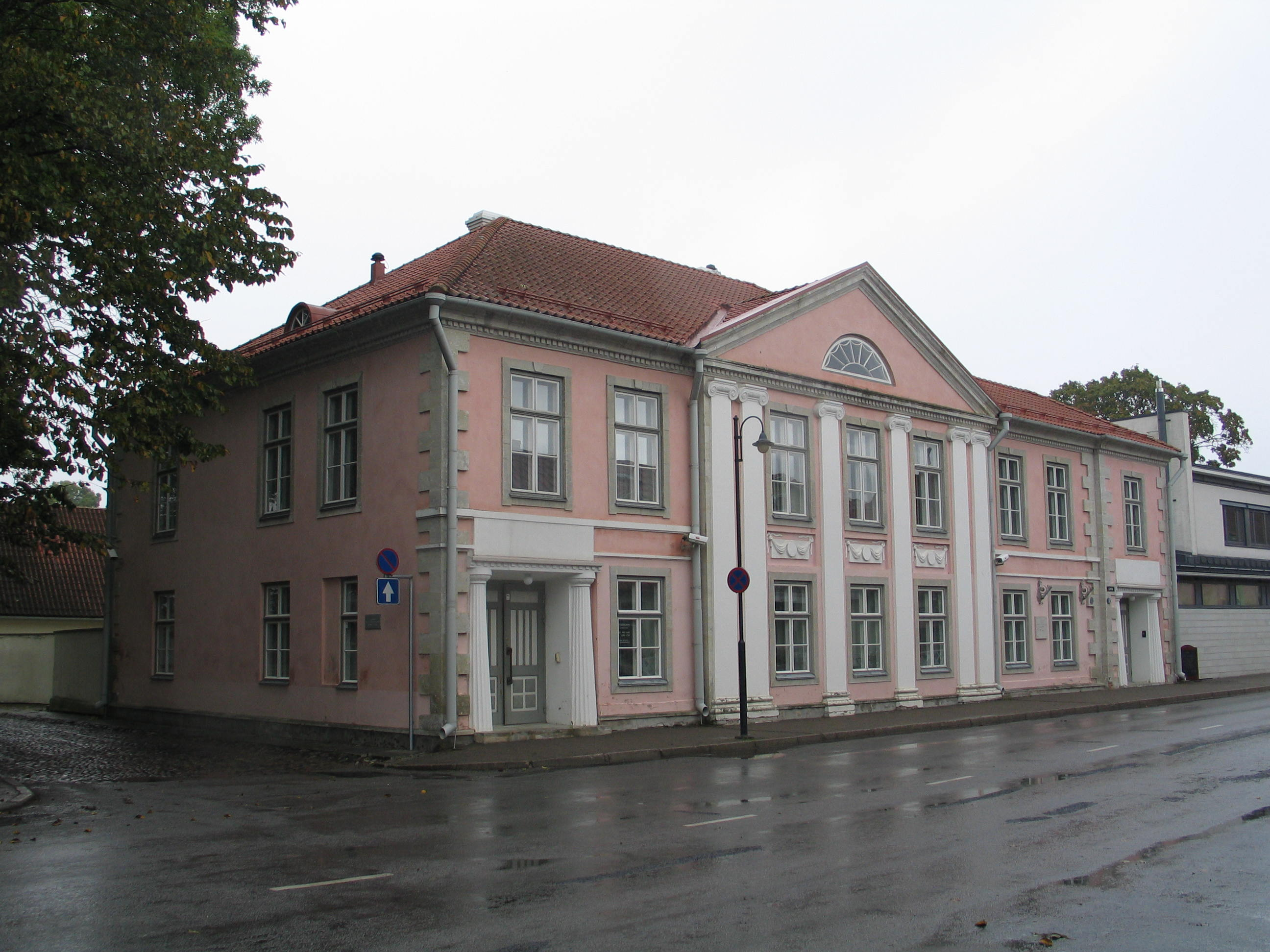
一处公寓
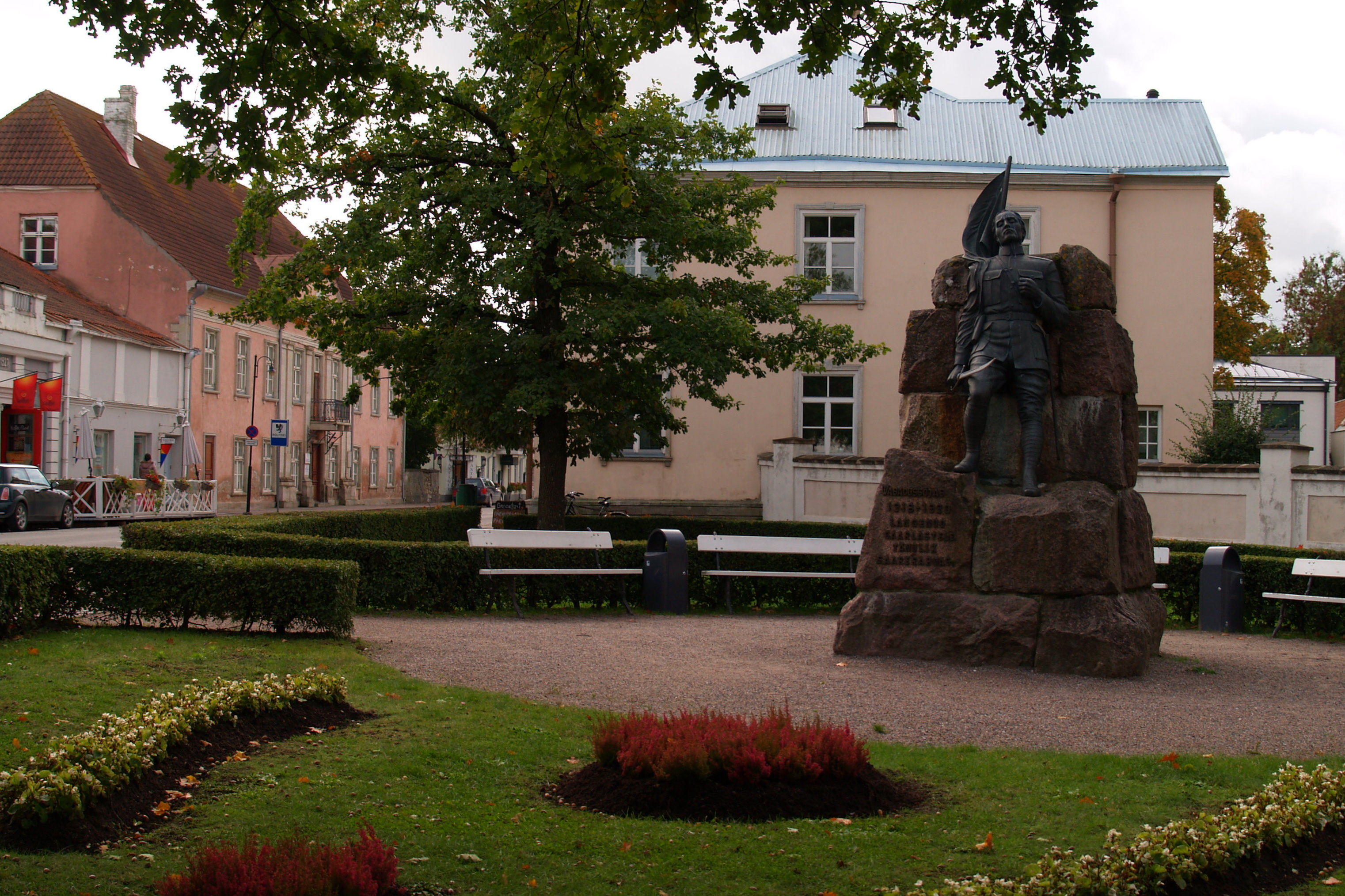
爱沙尼亚独立战争纪念碑
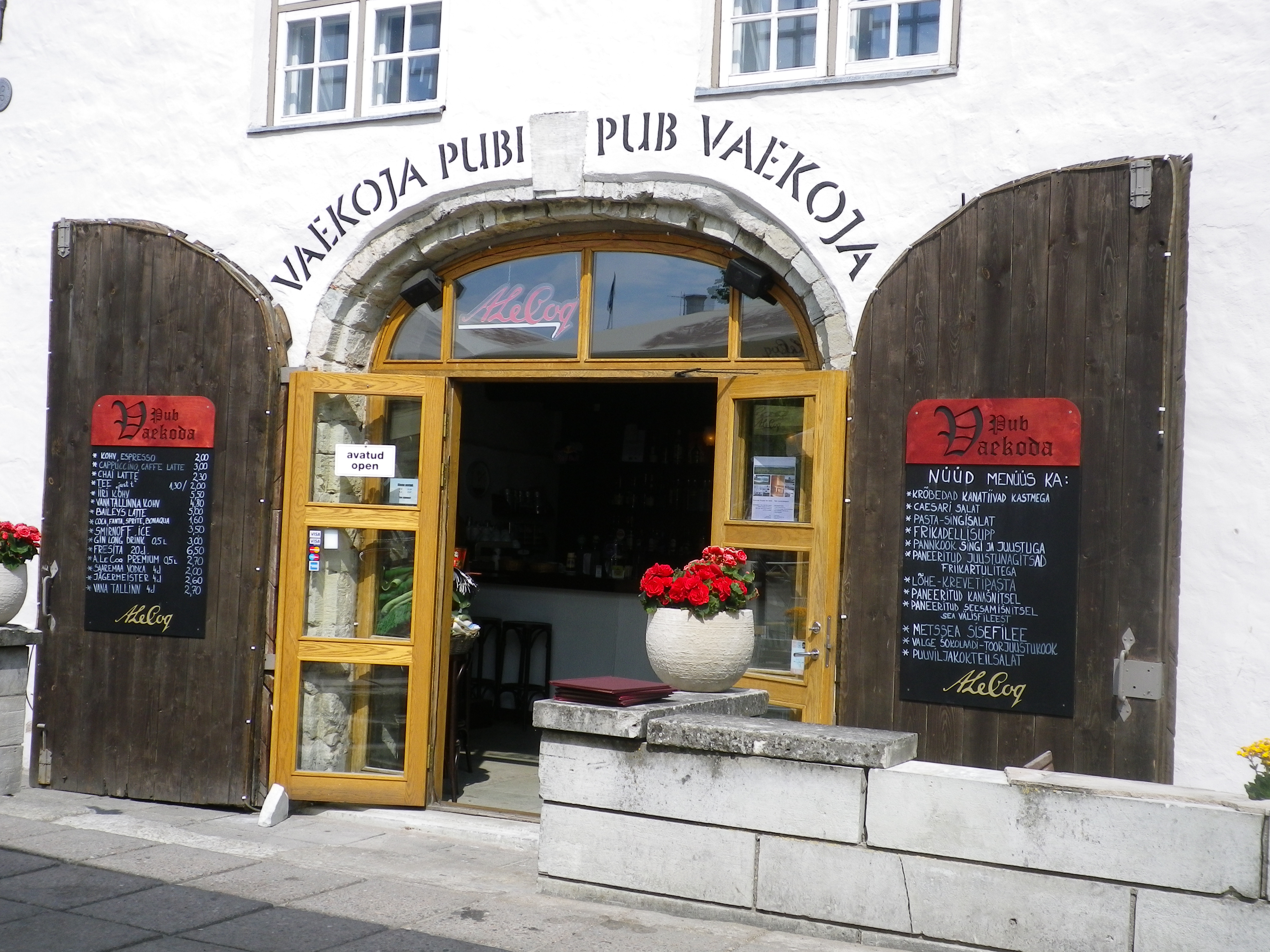
库雷萨雷计量所边的一处酒馆
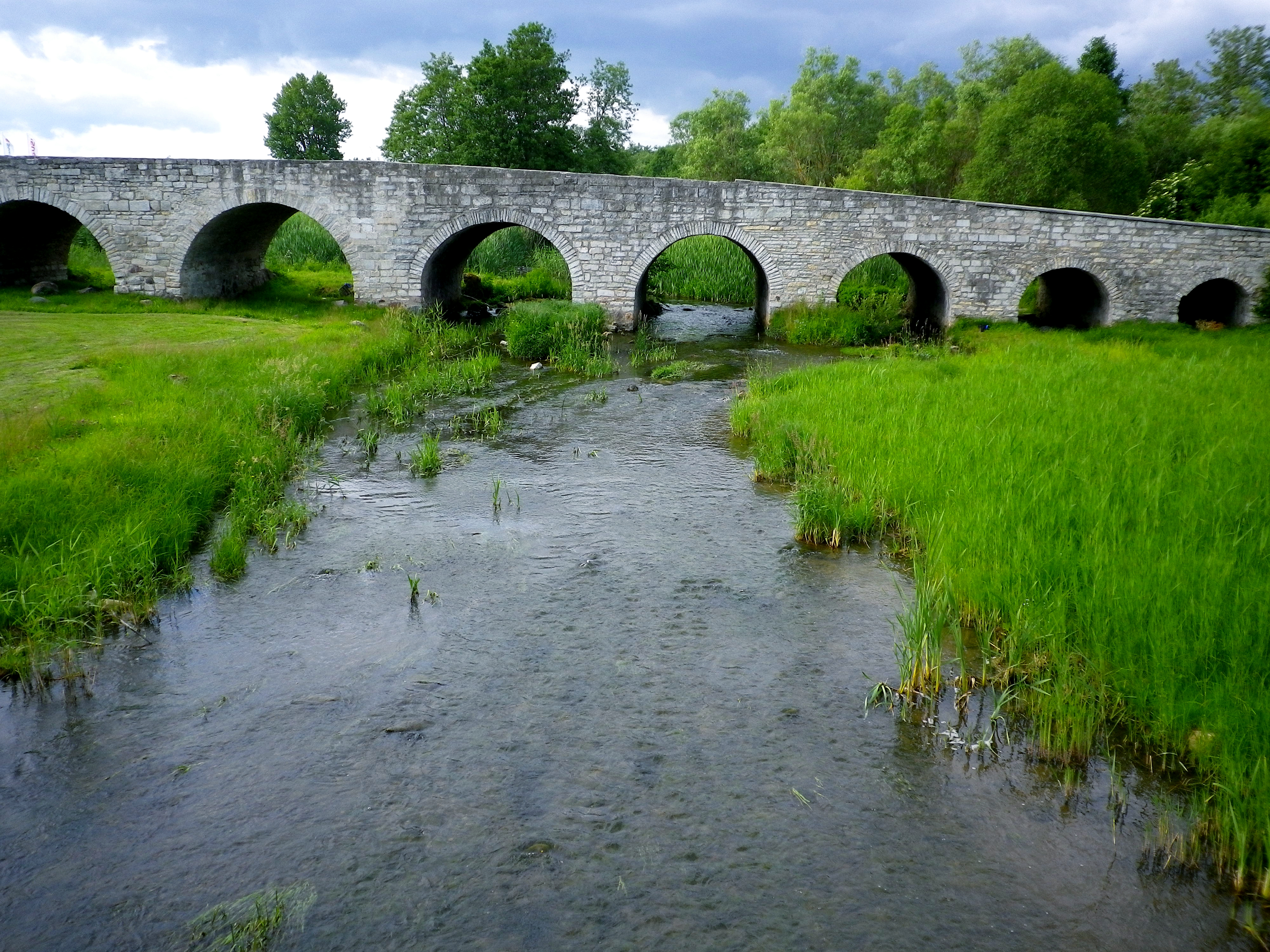
库雷萨雷大桥
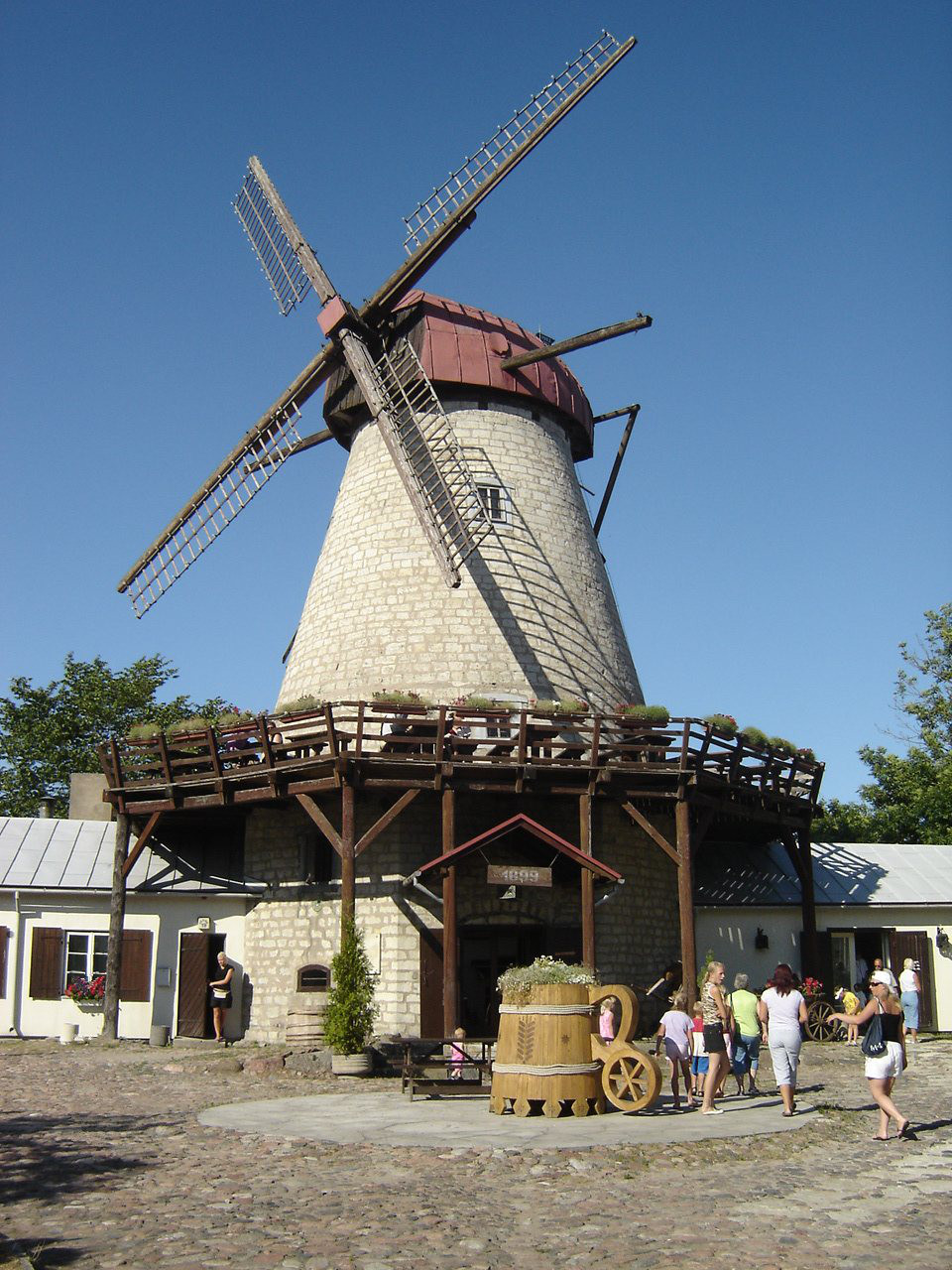
风车
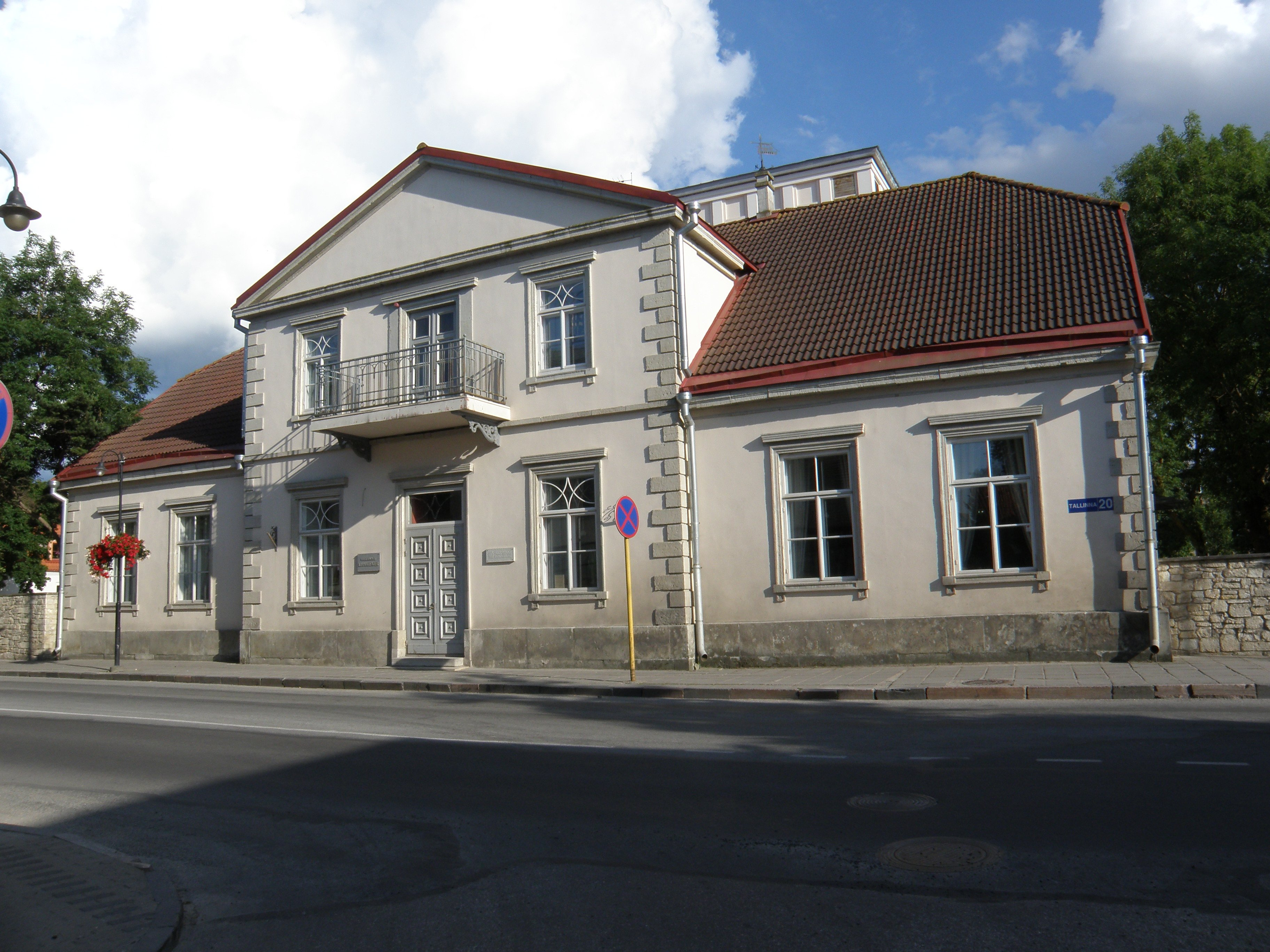
市镇剧院
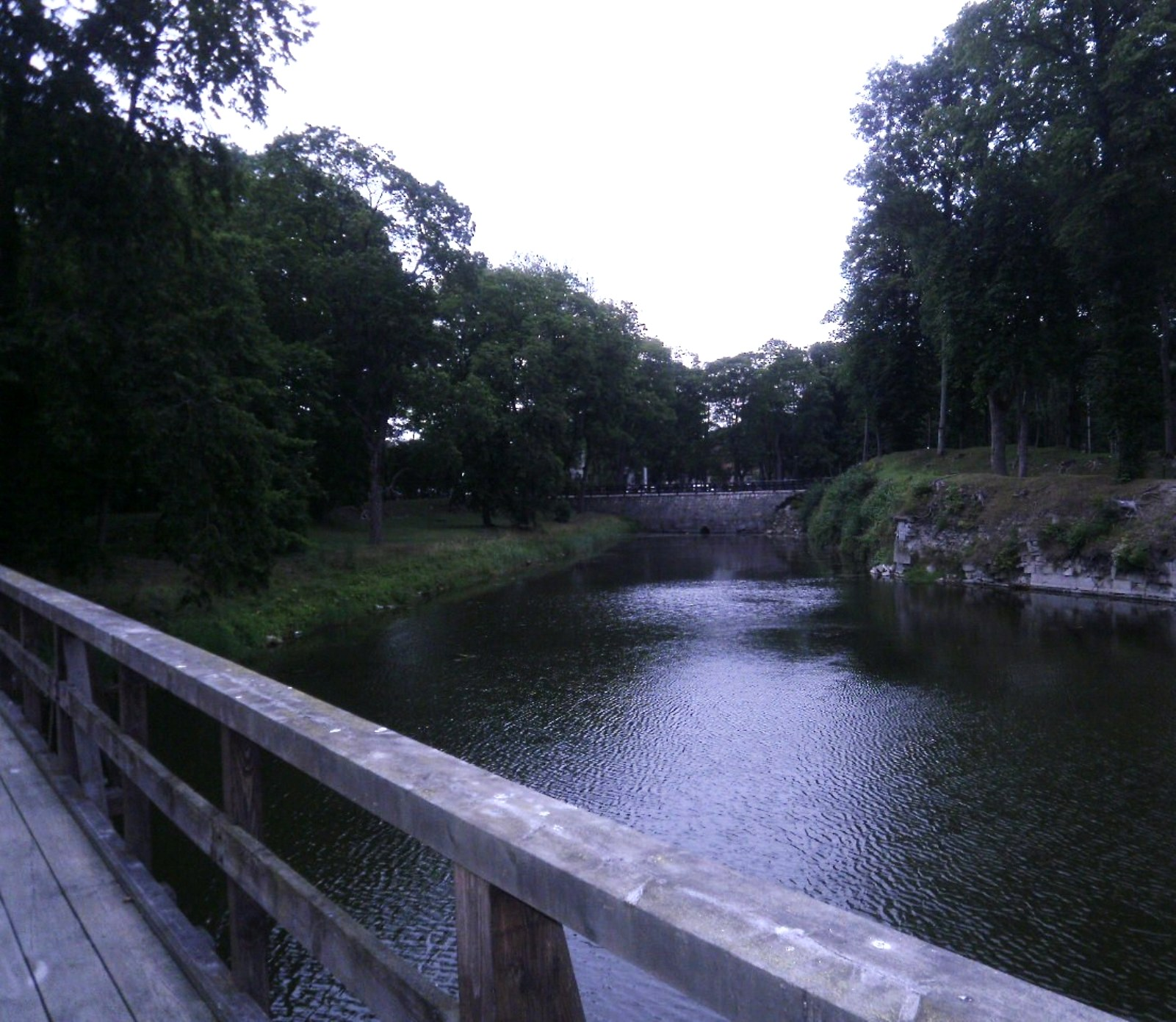
城堡公园
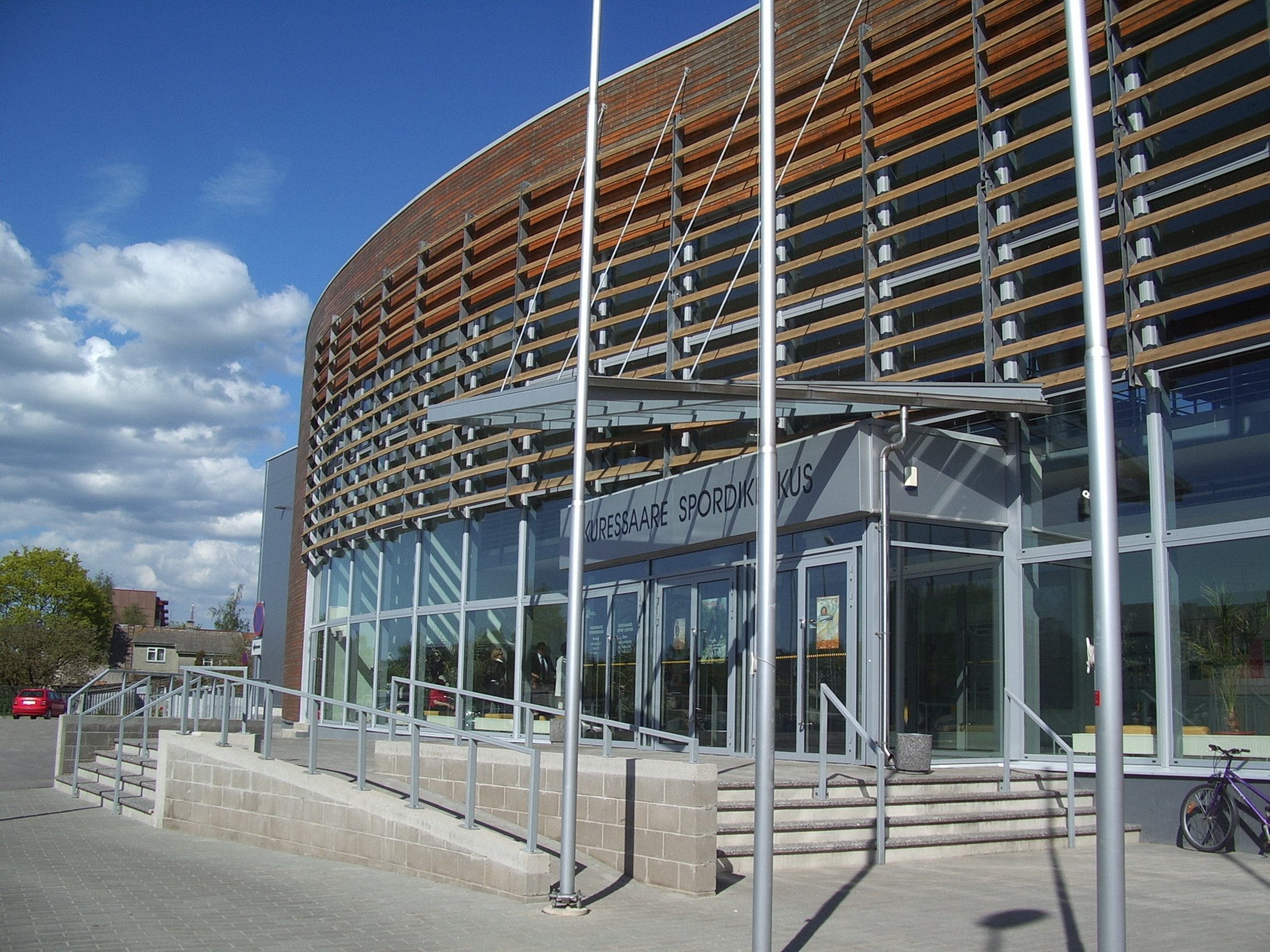
健身中心
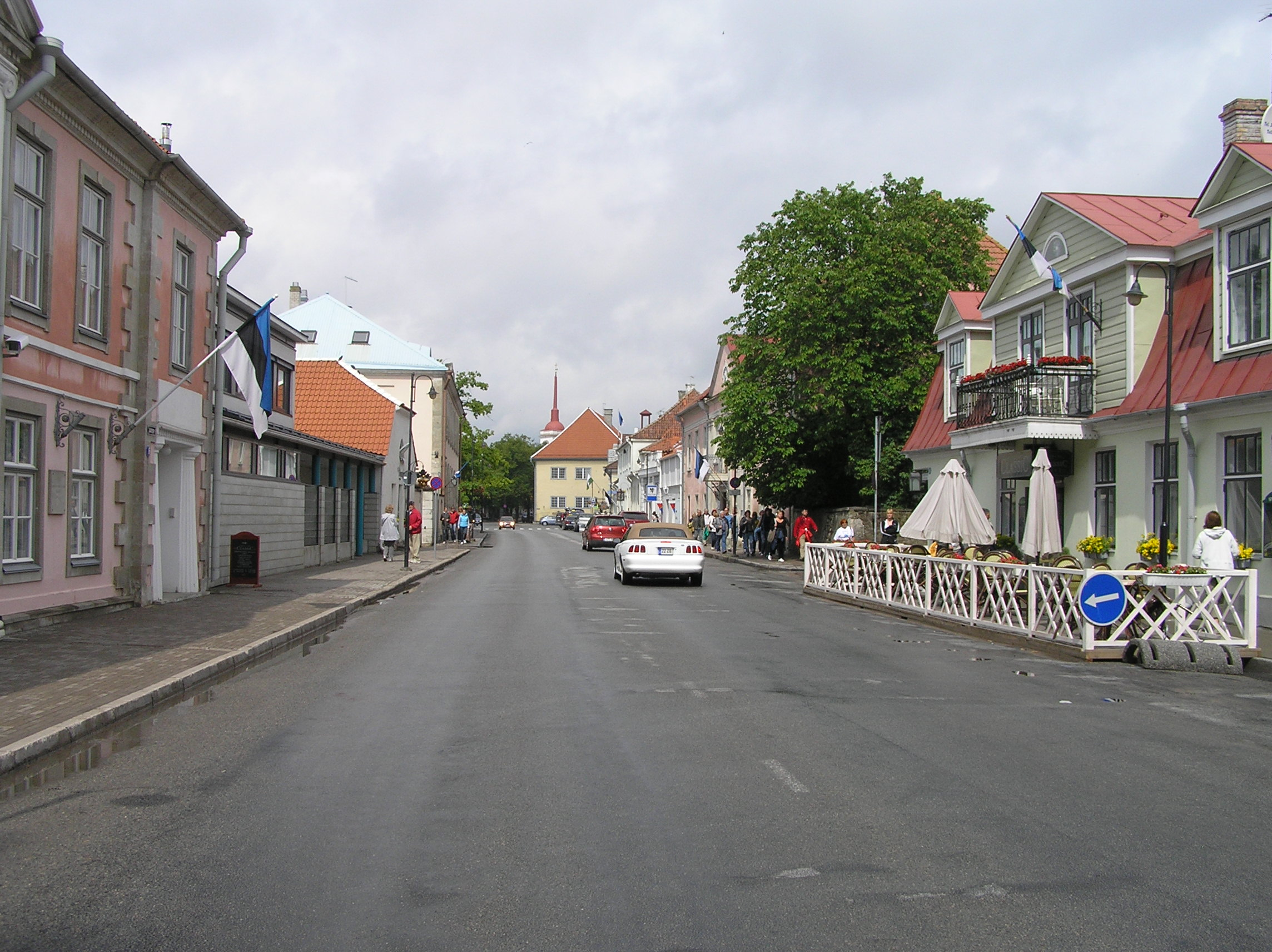
第八街
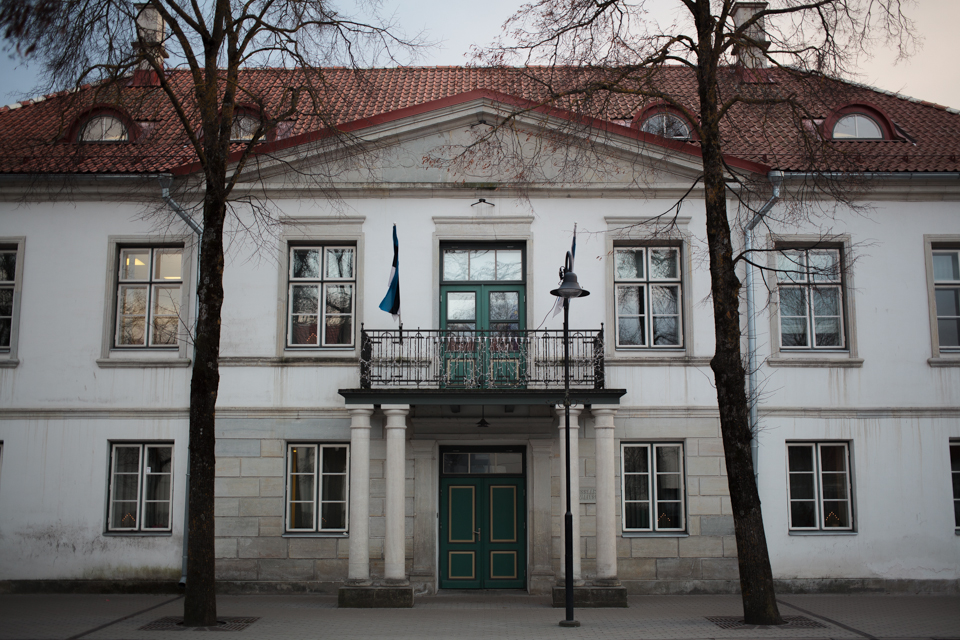
塔林纳街10号
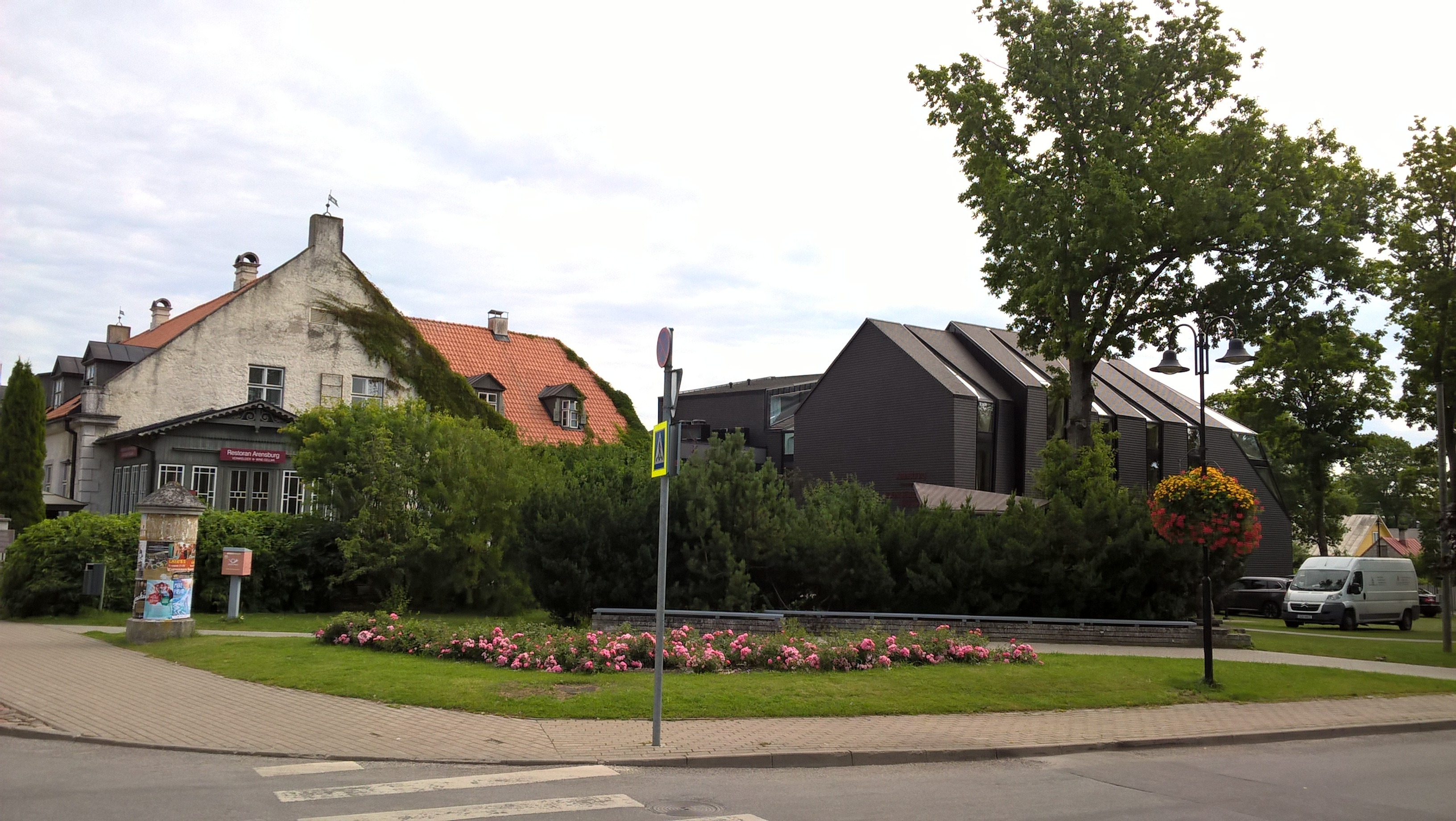
库雷萨雷市中心的建筑
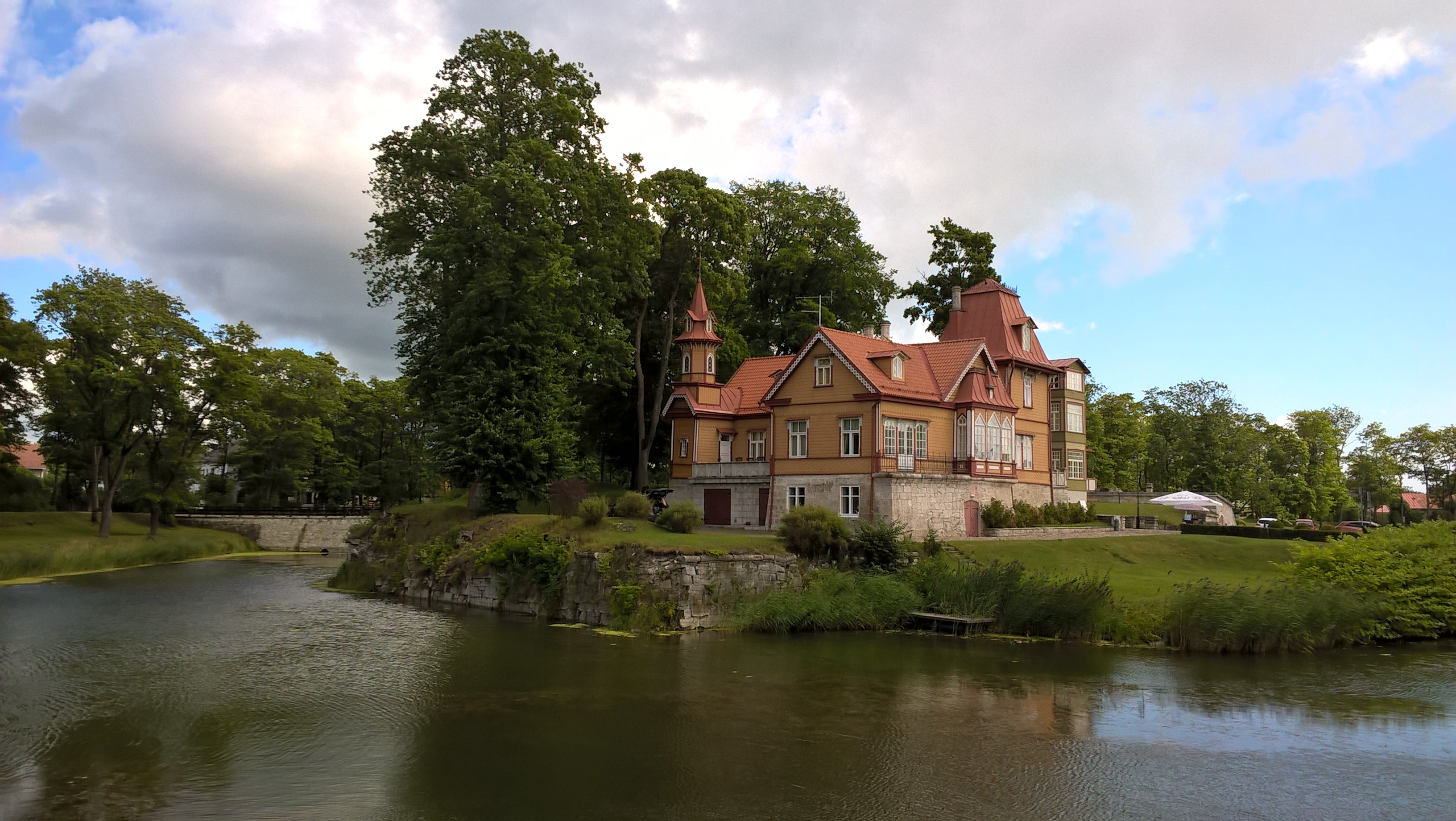
库雷萨雷城堡旁的宾馆
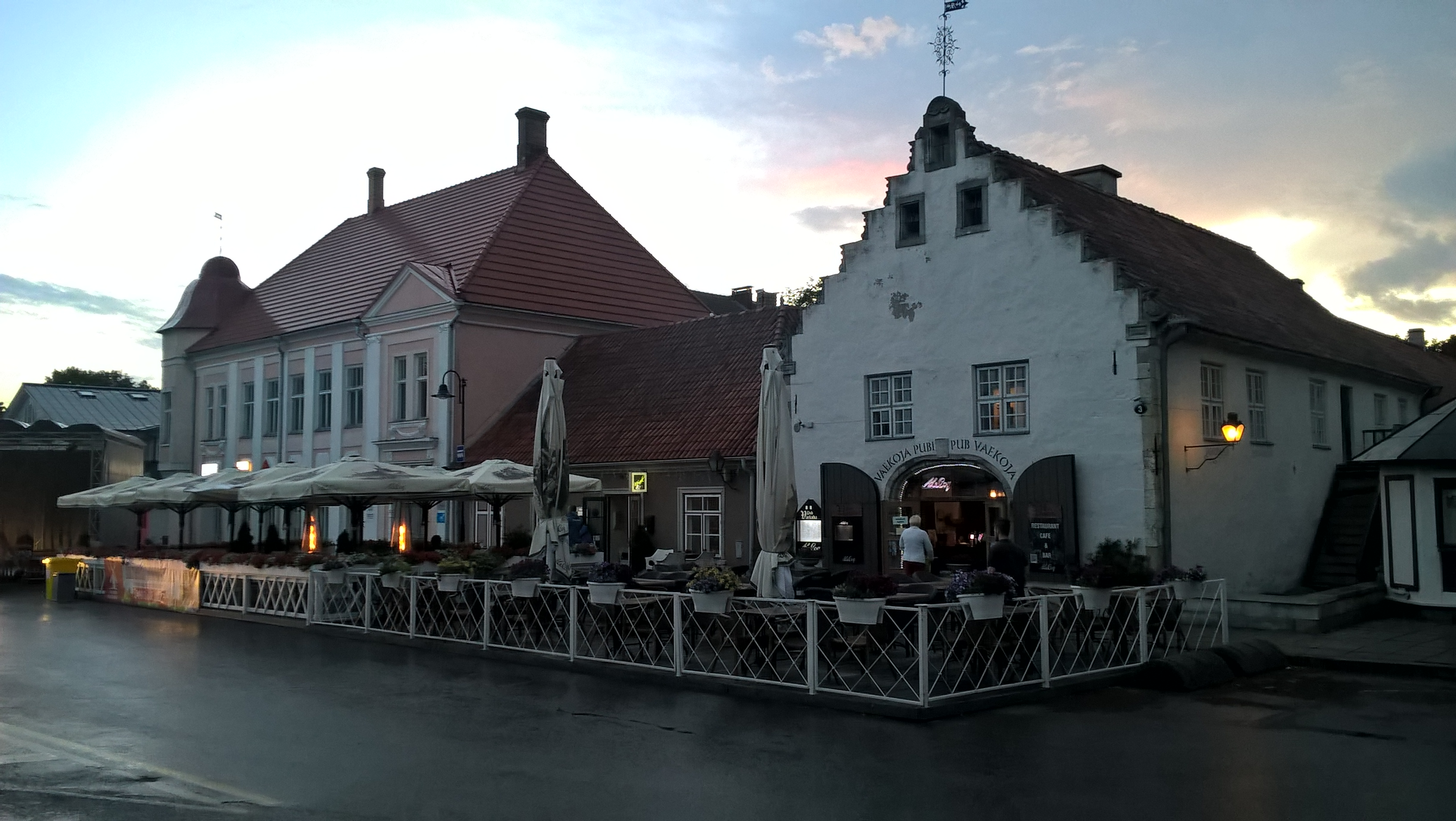
库雷萨雷历史街区中心
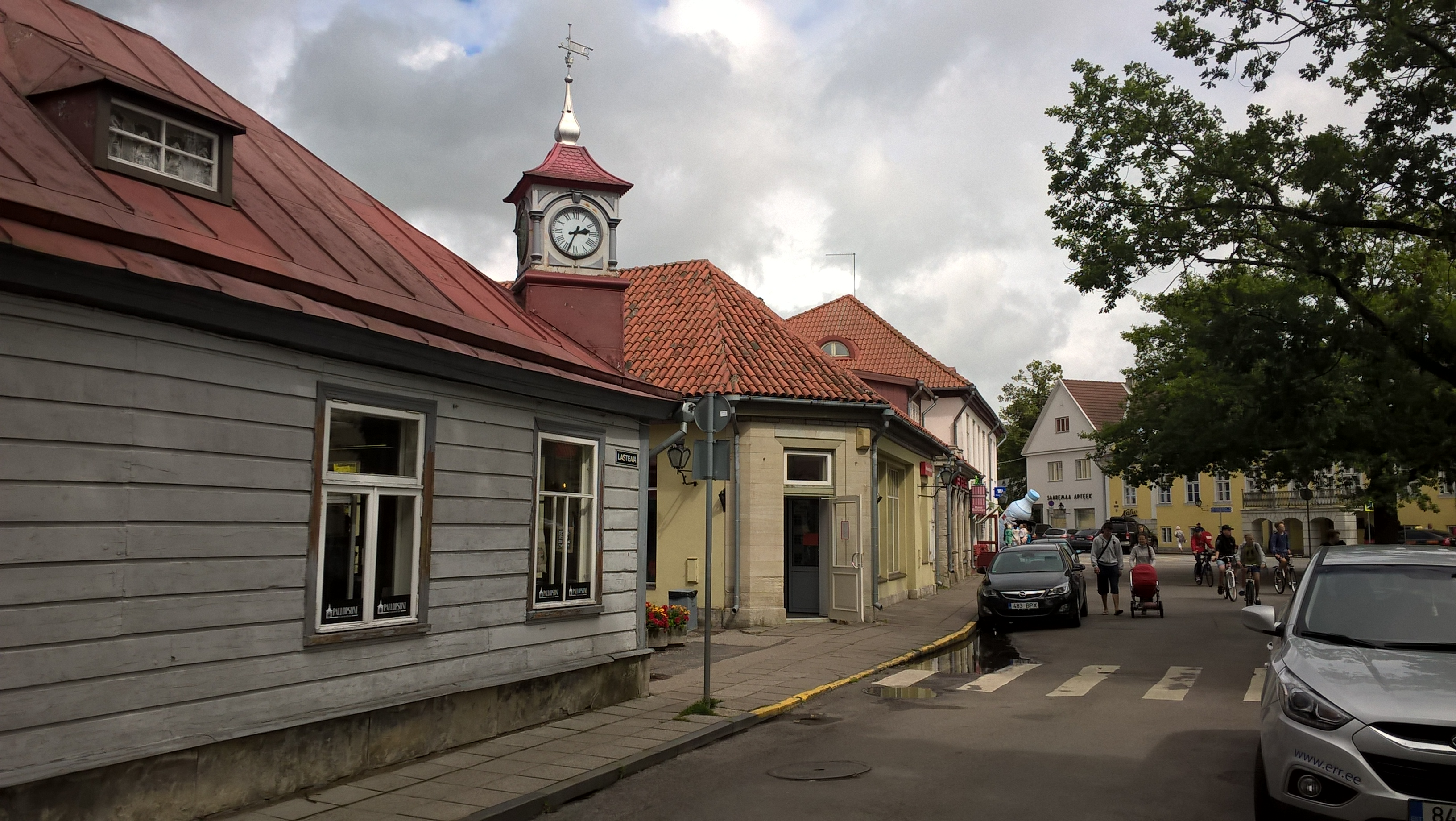
拉斯特埃亚街